# Gösta Holmér
Gustaf "Gösta" Richard Mikael Holmér (Djursdala, Vimmerby, 23 de setembre de 1891 – Estocolm, 22 d'abril de 1983) va ser un atleta suec que va competir a començaments del segle xx.
El 1912 va prendre part en els Jocs Olímpics d'Estocolm, on va disputar tres proves del programa d'atletisme. En el decatló inicialment acabà en quarta posició, però la posterior desqualificació, el 1913, de Jim Thorpe en ser acusat de professionalisme va fer que a Holmér se li atorgués la medalla de bronze. El 1982 el COI tornà a reconèixer a Thorpe com a campió olímpic, però alhora es va mantenir la medalla de bronze de Lomberg. En el pentatló fou vuitè, mentre en el salt d'alçada quedà eliminat de la final molt aviat.
El 1920, un cop superada la Primera Guerra Mundial va prendre part en els Jocs d'Anvers, on disputà les proves del decatló, en què fou quart, i els 110 metres tanques, en què fou eliminat en sèries.
Holmér guanyà els títols nacionals de pentatló de 1912, 1913, 1915, 1917 i 1920, de decatló de 1913, 1917, 1918 i 1919 i dels 110 metres tanques el 1913.
Durant la dècada de 1930, mentre era entrenador de l'equip suec de camp a través, desenvolupà la tècnica fartlek, un sistema d'entrenament que consisteix a anar barrejant diversos exercicis gimnàstics tant aeròbics com anaeròbics, principalment exercicis de velocitat.

## Millors marques
- 110 metres tanques. 15.8" (1914)
- Salt d'alçada. 1,85 metres (1917)
- Decatló, 5.889 punts (1919)[2]